# Conferencia de Presidentes (España)

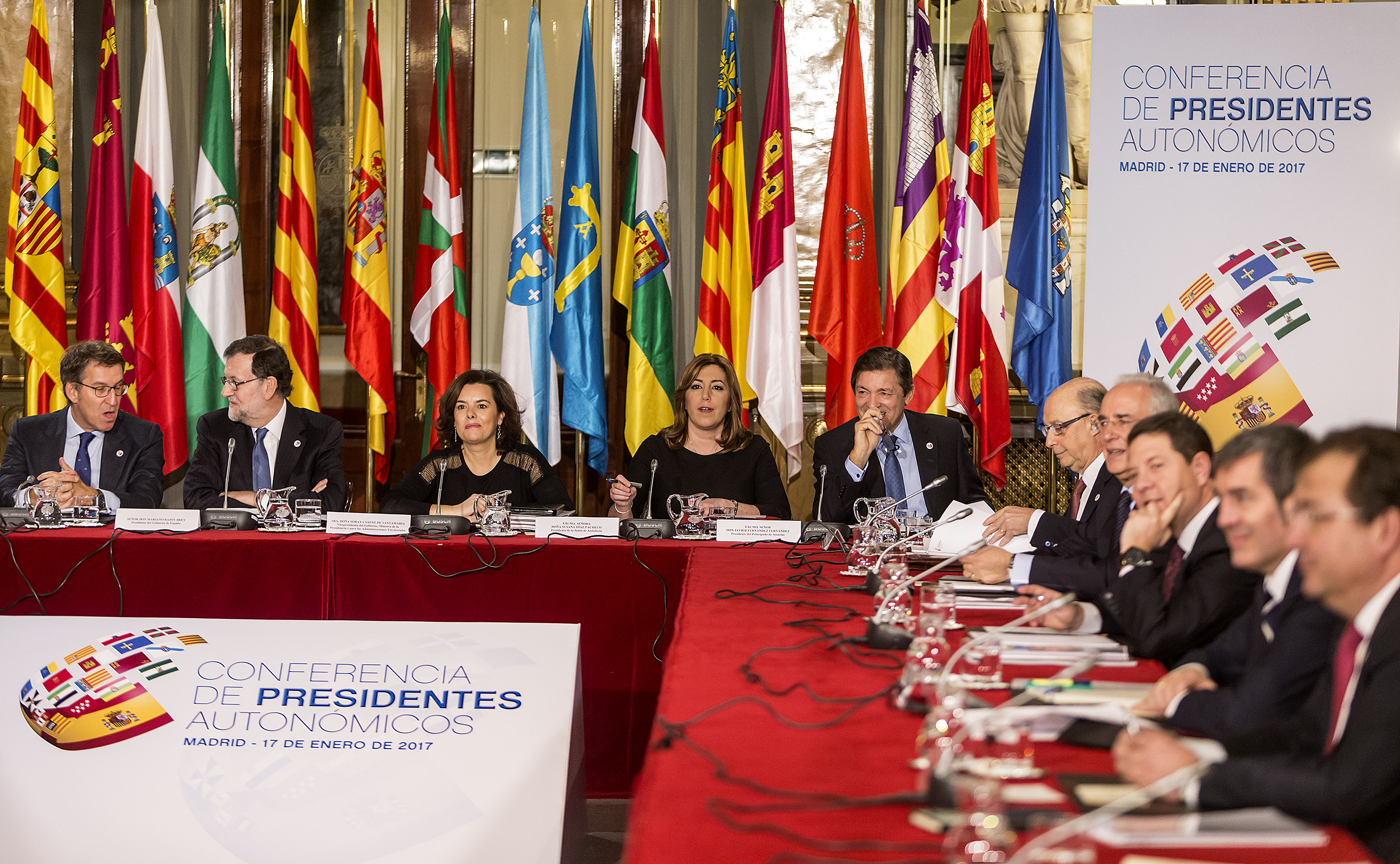
Conferencia de Presidentes el 17 de enero de 2017.

La Conferencia de Presidentes es el órgano de máximo nivel político de cooperación entre el Gobierno de España y las autonomías y ocupa la cúspide del conjunto de órganos de cooperación multilateral. No tiene encaje legal constitucional o estatutario alguno. Está formada por el presidente del Gobierno, que la preside, por los presidentes de las diecisiete comunidades autónomas y los presidentes de las ciudades autónomas de Ceuta y Melilla. Se puede considerar como precedente una primera reunión bajo la presidencia de Felipe González en 1990.
Es un órgano de cooperación habitual en los Estados políticamente descentralizados. Estas reuniones de máximo nivel político, con similares denominaciones, se celebran también en países como Alemania, Austria, Suiza, Italia y Canadá. A finales del siglo XX y principios del XXI han cobrado una gran importancia como órgano de impulso en el desarrollo del llamado federalismo cooperativo, fundamentalmente en Alemania y Austria.
En casi todos estos países la Conferencia de Presidentes se encuentra tan institucionalizada, bien mediante acuerdos que regulan aspectos relativos al funcionamiento y contenidos de las reuniones (caso de Suiza e Italia), o bien mediante el reconocimiento de una práctica política habitual, que es inherente ya al propio funcionamiento cooperativo del Estado (Alemania, Austria o Canadá).

## Historia
La creación de la Conferencia de Presidentes fue anunciada por el presidente del Gobierno, José Luis Rodríguez Zapatero, en su primer debate de investidura y fue constituida el 28 de octubre de 2004. Dada la naturaleza y el nivel político de la misma, su ámbito de actuación es abierto y tiene por finalidad debatir y adoptar acuerdos sobre asuntos de especial relevancia para el sistema autonómico.

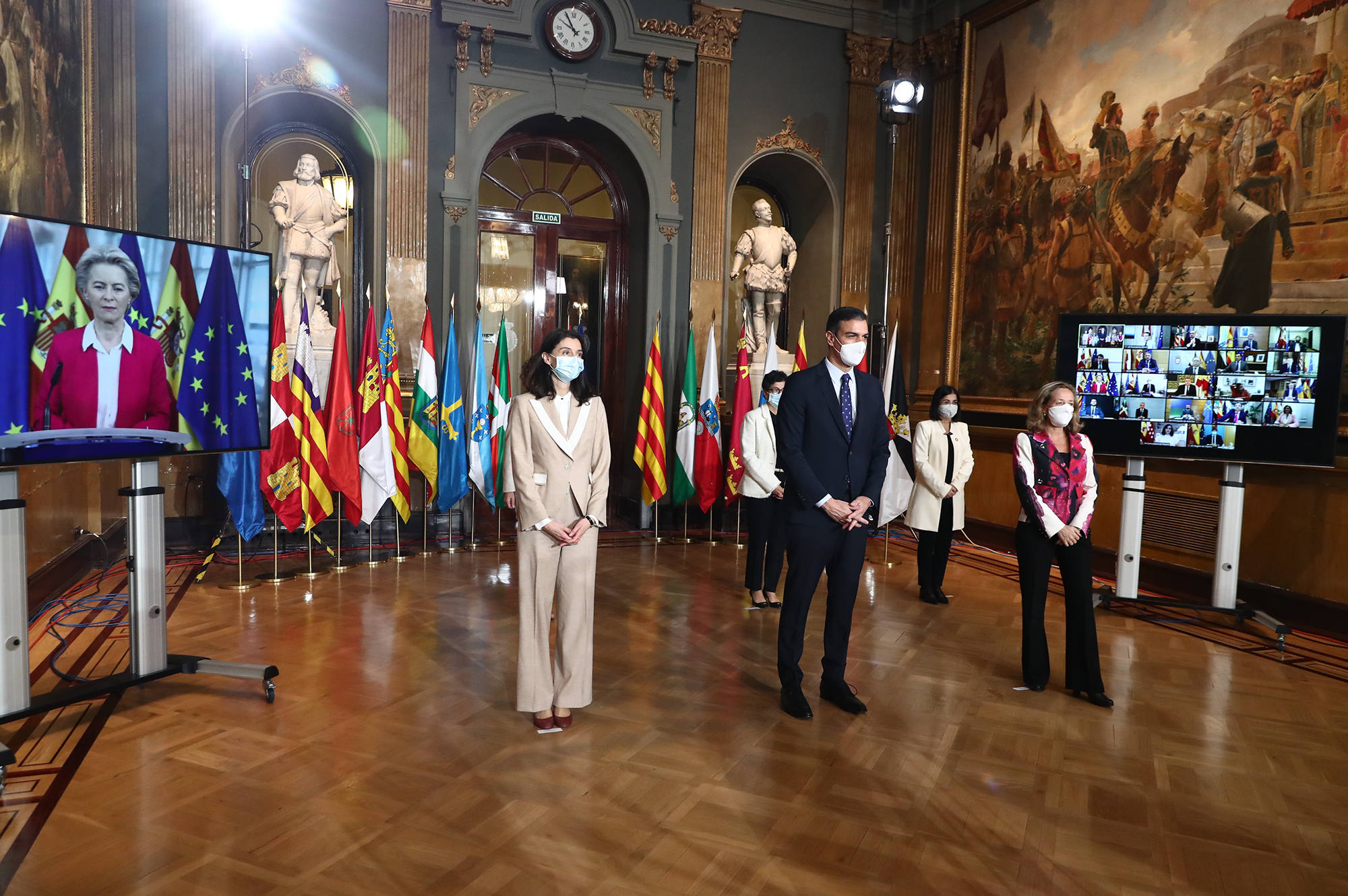
Conferencia de Presidentes telemática el 26 de octubre de 2020.

Su funcionamiento es flexible y sus decisiones se basan en el principio del acuerdo de los participantes, en la práctica se trata de un órgano meramente consultivo del Gobierno Central con las distintas autonomías.
La Conferencia de Presidentes, en sus primeras ediciones, se celebró con una periodicidad irregular, y siempre a propuesta del Gobierno de la Nación. A partir de la V Conferencia de Presidentes, celebrada el 14 de diciembre de 2009, el Gobierno aprobó un reglamento que establece que las conferencias pasarían a celebrarse con periodicidad anual, aunque no se cumplió.
Así, el primer Gobierno de Zapatero celebró reuniones los días 28 de octubre de 2004, 10 de septiembre de 2005 y 11 de enero de 2007. Ya en el segundo Gobierno de Zapatero solamente se celebró una conferencia, el 14 de diciembre de 2009. Por su parte, Mariano Rajoy celebró una sola conferencia en su primer mandato; fue el 2 de octubre de 2012. En enero de 2017, en su segundo mandato, se realizó la segunda conferencia con Rajoy a la cabeza.
El presidente Pedro Sánchez fue el que más conferencias convocó, hasta una veintena entre 2020 y 2022, muchas de ellas a causa de la pandemia de COVID-19. De hecho, desde la VII Conferencia, se introdujeron los medios telemáticos, que fueron utilizados en la mayoría de las reuniones celebradas entre 2020 y 2021.

## Composición
| Conferencia de Presidentes                                  | Conferencia de Presidentes | Conferencia de Presidentes        |
| ----------------------------------------------------------- | -------------------------- | --------------------------------- |
| Partido político                                            |                            | Partido Socialista Obrero Español |
| Partido político                                            | Partido Popular            |                                   |
| Partido político                                            | Partido Nacionalista Vasco |                                   |
| Partido político                                            | Coalición Canaria          |                                   |
| Cargo                                                       | Titular                    | Titular                           |
| Presidente del Gobierno                                     |                            | Pedro Sánchez                     |
| Ministro de Política Territorial y Memoria Democrática      |                            | Ángel Víctor Torres               |
| Presidente del Gobierno Vasco                               |                            | Imanol Pradales                   |
| Presidente de la Generalidad de Cataluña                    |                            | Salvador Illa                     |
| Presidente de la Junta de Galicia                           |                            | Alfonso Rueda                     |
| Presidente de la Junta de Andalucía                         |                            | Juanma Moreno                     |
| Presidente del Principado de Asturias                       |                            | Adrián Barbón                     |
| Presidente de Cantabria                                     |                            | María José Sáenz de Buruaga       |
| Presidenta de La Rioja                                      |                            | Gonzalo Capellán                  |
| Presidente de la Región de Murcia                           |                            | Fernando López Miras              |
| Presidente de la Generalidad Valenciana                     |                            | Carlos Mazón                      |
| Presidente del Gobierno de Aragón                           |                            | Jorge Azcón                       |
| Presidente de la Junta de Comunidades de Castilla-La Mancha |                            | Emiliano García-Page              |
| Presidente del Gobierno de Canarias                         |                            | Fernando Clavijo                  |
| Presidenta del Gobierno de Navarra                          |                            | María Chivite                     |
| Presidente de la Junta de Extremadura                       |                            | María Guardiola                   |
| Presidenta del Gobierno de las Islas Baleares               |                            | Marga Prohens                     |
| Presidenta de la Comunidad de Madrid                        |                            | Isabel Díaz Ayuso                 |
| Presidente de la Junta de Castilla y León                   |                            | Alfonso Fernández Mañueco         |
| Presidente de Ceuta                                         |                            | Juan Jesús Vivas                  |
| Presidente de Melilla                                       |                            | Juan José Imbroda                 |

## Conferencias
| Núm.   | Fecha                    | Lugar                                                                             | Presidente | Presidente                   | Orden del día |
| ------ | ------------------------ | --------------------------------------------------------------------------------- | ---------- | ---------------------------- | ------------- |
| I      | 28 de octubre de 2004    | Palacio del Senado (Madrid)                                                       |            | José Luis Rodríguez Zapatero | Ver           |
| II     | 10 de septiembre de 2005 | Palacio del Senado (Madrid)                                                       | Ver        | José Luis Rodríguez Zapatero |               |
| III    | 11 de enero de 2007      | Palacio del Senado (Madrid)                                                       | Ver        | José Luis Rodríguez Zapatero |               |
| IV     | 14 de diciembre de 2009  | Palacio del Senado (Madrid)                                                       | Ver        | José Luis Rodríguez Zapatero |               |
| V      | 2 de octubre de 2012     | Palacio del Senado (Madrid)                                                       |            | Mariano Rajoy Brey           | Ver           |
| VI     | 17 de enero de 2017      | Palacio del Senado (Madrid)                                                       | Ver        | Mariano Rajoy Brey           |               |
| VII    | 15 de marzo de 2020      | Reuniones extraordinarias por videoconferencia a causa de la pandemia de COVID-19 |            | Pedro Sánchez Pérez-Castejón | Ver           |
| VIII   | 22 de marzo de 2020      | Reuniones extraordinarias por videoconferencia a causa de la pandemia de COVID-19 |            | Pedro Sánchez Pérez-Castejón | Ver           |
| IX     | 29 de marzo de 2020      | Reuniones extraordinarias por videoconferencia a causa de la pandemia de COVID-19 |            | Pedro Sánchez Pérez-Castejón | Ver           |
| X      | 5 de abril de 2020       | Reuniones extraordinarias por videoconferencia a causa de la pandemia de COVID-19 |            | Pedro Sánchez Pérez-Castejón | Ver           |
| XI     | 12 de abril de 2020      | Reuniones extraordinarias por videoconferencia a causa de la pandemia de COVID-19 |            | Pedro Sánchez Pérez-Castejón | Ver           |
| XII    | 19 de abril de 2020      | Reuniones extraordinarias por videoconferencia a causa de la pandemia de COVID-19 |            | Pedro Sánchez Pérez-Castejón | Ver           |
| XIII   | 26 de abril de 2020      | Reuniones extraordinarias por videoconferencia a causa de la pandemia de COVID-19 |            | Pedro Sánchez Pérez-Castejón | Ver           |
| XIV    | 3 de mayo de 2020        | Reuniones extraordinarias por videoconferencia a causa de la pandemia de COVID-19 |            | Pedro Sánchez Pérez-Castejón | Ver           |
| XV     | 10 de mayo de 2020       | Reuniones extraordinarias por videoconferencia a causa de la pandemia de COVID-19 |            | Pedro Sánchez Pérez-Castejón | Ver           |
| XVI    | 17 de mayo de 2020       | Reuniones extraordinarias por videoconferencia a causa de la pandemia de COVID-19 |            | Pedro Sánchez Pérez-Castejón | Ver           |
| XVII   | 24 de mayo de 2020       | Reuniones extraordinarias por videoconferencia a causa de la pandemia de COVID-19 |            | Pedro Sánchez Pérez-Castejón | Ver           |
| XVIII  | 31 de mayo de 2020       | Reuniones extraordinarias por videoconferencia a causa de la pandemia de COVID-19 |            | Pedro Sánchez Pérez-Castejón | Ver           |
| XIX    | 7 de junio de 2020       | Reuniones extraordinarias por videoconferencia a causa de la pandemia de COVID-19 |            | Pedro Sánchez Pérez-Castejón | Ver           |
| XX     | 14 de junio de 2020      | Reuniones extraordinarias por videoconferencia a causa de la pandemia de COVID-19 |            | Pedro Sánchez Pérez-Castejón | Ver           |
| XXI    | 31 de julio de 2020      | Monasterio de San Millán de Yuso (San Millán de la Cogolla, La Rioja)             | Ver        | Pedro Sánchez Pérez-Castejón |               |
| XXII   | 4 de septiembre de 2020  | Reunión por videoconferencia                                                      | Ver        | Pedro Sánchez Pérez-Castejón |               |
| XXIII  | 26 de octubre de 2020    | Reunión por videoconferencia                                                      | Ver        | Pedro Sánchez Pérez-Castejón |               |
| XXIV   | 30 de julio de 2021      | Convento de San Esteban (Salamanca)                                               | Ver        | Pedro Sánchez Pérez-Castejón |               |
| XXV    | 22 de diciembre de 2021  | Reunión por videoconferencia                                                      | Ver        | Pedro Sánchez Pérez-Castejón |               |
| XXVI   | 13 de marzo de 2022      | Museo Arqueológico Benahoarita (Los Llanos de Aridane, La Palma)                  | Ver        | Pedro Sánchez Pérez-Castejón |               |
| XXVII  | 13 de diciembre de 2024  | Palacio de la Magdalena (Santander, Cantabria)                                    | Ver        | Pedro Sánchez Pérez-Castejón |               |
| XXVIII | 6 de junio de 2025       | Palacio Real de Pedralbes (Barcelona)                                             | Ver        | Pedro Sánchez Pérez-Castejón |               |